# あなたを想うほど
「あなたを想うほど」（あなたをおもうほど）はMAXの29枚目のシングルである。2005年11月30日発売。

## 概要
- 「あなたを想うほど」はシングルとしては「Spring rain」以来となるバラード。
- カップリング曲の「Wonder Woman」はテレビ東京系の学園青春ドラマ「スターライト」主題歌。同ドラマにはNanaがダンススクール「スターライト」の講師・荒井役で出演している。ちなみに2001年に公開された同名映画にはMAXのメンバーが全員出演している。
- 当初はデビュー10周年を記念して15thシングル「一緒に・・・」のセルフカバー「一緒に・・・ 2005」も収録される予定だったが、没となった。
- CD-EXTRAには「あなたを想うほど」のミュージック・クリップを収録。
- 本作はCD-EXTRA仕様であるため、レンタル盤はCCCDでなく通常のCDである。

## 収録曲
1. あなたを想うほど
作詞・作曲：tetsuhiko / 編曲：中野定博
2. Wonder Woman
作詞：小林夏海 / 作曲・編曲：宇佐美秀文
テレビ東京系 学園青春ドラマ「スターライト」主題歌
3. あなたを想うほど (Instrumental)
4. Wonder Woman (Instrumental)

CD-EXTRA
1. あなたを想うほど (MUSIC CLIP)